# Los 40
Los 40, coneguts anteriorment com a Los 40 Principales és una xarxa d'emissores de ràdio creades a Espanya amb presència també a Andorra i Hispanoamèrica i propietat del Grup PRISA. És l'emissora musical més escoltada d'Espanya i a Catalunya.
La seva programació va destinada a un públic juvenil i modern. El programa estrella de la cadena, conegut com a Morning Show o Programa despertador és el conegut ¡Anda Ya!, dirigit i presentat pel Dani Moreno 'El Gallo'.
La cadena es caracteritza per tenir la llista musical més popular a l'Estat espanyol i que repassa setmanalment, cada dissabte al matí, el Tony Aguilar al programa Del 40 al 1.
L'any 2022 va ser objecte d'un toc d'atenció per part dels Premis de Comunicació no Sexista de l'Associació de Dones Periodistes de Catalunya pel fet que alguns dels seus locutors emetessin missatges misògins a través del TikTok de la xarxa.

## Història
L'emissora de ràdio Los 40, inicialment coneguda com Los 40 Principales, va ser fundada l’any 1966 com un programa d’èxits de pop espanyol que pertanyia a la Cadena SER. El primer equip de Los 40 Principales va estar format per José A. Gº Viu, Manolo González, Mari Ángeles Juez, Inma Codina, Olimpia Torres i Rafael Revert. Inicialment era un programa que tenia una duració de dues hores setmanals que després va anar creixent degut a la seva popularitat, sobretot entre la gent jove. No va ser fins l’any 1979 que el programa ja durava 24h sense interrupció.
A finals dels anys 80, entre 1987 i 1988, la popularitat del programa havia crescut notablement, donant pas a que aquest programa setmanal es convertís en una emissora anomenada Cadena 40 Principales, que seria independent de la Cadena SER però continuaria pertanyent al Grupo PRISA.
La influència de l'emissora en la musica pop no només a nivell nacional sinó mundial, va provocar que creixés notablement. A conseqüència d’això, va aparèixer una entrega de premis propis de la cadena, LOS40 Music Awards, creats l’any 2006 per celebrar el 40è aniversari de l'emissora. La gala se celebrava cada any i era popularment coneguda entre Espanya i alguns països de Llatinoamèrica, els quals participaven en les votacions dels premis. A partir de l’any 2012, es va celebrar una segona gala dels premis pels oients d’Amèrica, que es van deslligar als premis entregats a Espanya.
L’any 2016, l'emissora va anunciar un canvi aprofitant els 50 anys de l'emissora. Va passar a dir-se Los 40 a més, d’un canvi de logotip.

## Programes
Actualment la cadena ha crescut molt, oferint als seus oients una gran quantitat i varietat de programes enfocats a la música i a l'actualitat del món musical.

### ¡Anda Ya!
El programa es transmet de dilluns a divendres de 6h a 11h i els dissabtes de 7h a 11h. El presenten Dani Moreno conegut com “El Gallo” en companyia de Cristina Boscá i és un programa matinal de tertúlia destinat a retransmetre música i informar sobre l’actualitat musical que a més, permet a interactuar amb l’audiència. Va ser creat l’any 1995 i el primer en presentar-lo va ser Tony Aguilar. El programa va guanyar el Premio Ondas l’any 2004 per la seva innovació radiofònica i el Premi Ondas Nacional de radio al 2020.

### Del 40 al 1
Del 40 al 1 és un programa que es fa cada dissabte de 10h a 14h, actualment patrocinat per Coca-Cola, on Tony Aguilar repassa els 40 èxits que es troben a la llista aquesta setmana, els candidats a entrar a la llista i l’èxit número 1 de la setmana. El programa es va començar a retransmetre via radiofònica al període de los 40 Principales dins de la Cadena SER (1966-1979) amb el mateix títol. Quan Los 40 Principales esdevé una emissora amb més reconeixement l’any 1979, el programa es va anomenar Repaso a la lista, fins al 1991. A partir d’aquest any i fins al 1995, es va denominar 40: Cuenta atrás. Finalment, l’any 1995, va adquirir el nom que té actualment, Del 40 al 1, tot i que l’any 2014 es va afegir Del 40 al 1 Coca-Cola per patrocinar la marca.
La versió televisiva del programa es va retransmetre des del 1990 fins al 2017 inicialment pel Canal+ i posteriorment al canal propi de Los40, Los40 TV, fundat l’any 1998.

### World Dance Music
Aquest programa es retransmet els dissabtes de 22h a 23h i és el programa de l'emissora destinat a la música electrònica global. Aquest programa a més de retransmetre’s a Espanya, es retransmet a 10 països de Llatinoamèrica i als Estats Units. Pretén oferir una visió global del món de la música.

### Los 40 Global Show
Aquest programa també encapçalat per Tony Aguilar, s'emet els diumenges de 19h a 21h. El presentador contacta amb emissores de música d'altres països per repassar i comparar les llistes de música internacional. També es comenten estrenes, novetats i entrevistes exclusives.

### Los 40 Urban Music Show
Aquest programa té lloc cada dissabte de 21h a 22h i està presentat per Charlie Jiménez. És un programa principalment destinat a la música urbana més popular del moment.

## Freqüències
Aquestes són les freqüències en què es pot sintonitzar:
- Andorra: 103.3 FM[10]
- Barcelona: 93.9 FM[11]
- Camp de Tarragona: 101.4 FM[10]
- Ebre: 105.6 FM[10]
- Girona: 88.1 FM[10][12]
- Blanes: 92.3 FM[10][12]
- Lleida: 92.6 FM[10]
- Manresa: 91.7 FM[cal citació]
- Osona: 89.6 FM[10]
- Palamós: 96.3 FM[10]
- Puigcerdà: 99.1 FM[10][12]
- Ripollès: 94.9 FM[10]
- Tortosa: 105.6 FM[cal citació]
- Vall d'Aran: 88.2 FM[10]

## Los 40 Classic
És una cadena de ràdio espanyola que pertany a Los 40. Esta centrada particularment a la música dels anys 80 fins a l’actualitat, repassant tots els èxits d’anys anteriors. Aquesta cadena es va presentar l’any 2018 a la gala dels premis LOS40 Music Awards.

### MoringBox
Aquest programa té la funció de despertador en la cadena Los 40 Classic. El programa es retransmet cada matí de 7h a 10:30h a mans de Javier Penedo i Andrea Sánchez. A més de música, també incorpora notícies i la participació dels oients.

### Tres, dos o uno
Aquest programa presentat per Jorge Sánchez es retransmet cada tarda de 18h a 21h. En aquest programa es recullen els diversos número 1 o grans èxits clàssics al llarg de la trajectòria de Los 40.

### 40 R.P.M
Cada dissabte i cada diumenge de 10:30h a 15:30h s'emet aquest programa en el que Juan Pablo Jiménez reprodueix els números 1 però que a més està obert a peticions ja que l’audiència pot demanar una cançó a través de les xarxes socials del programa, via trucada o via WhatsApp.

## Los 40 Dance
La cadena de ràdio espanyola los 40 Dance, és una emissora de temàtica musical, concretament destinada a la música Dance i Electrònica que va ser fundada el 2019 substituint a Máxima FM. La seva freqüència a Barcelona es 96.0 FM

### Clímax
Aquest programa es retransmet els caps de setmana de 8h a 10h i de 18h a 20h, és presentat per José Manuel Duro qui presenta la música Chill Out, Lounge, Down Tempo i Deep House al matí i el House més popular del moment arreu del món a la tarda.

### LOS40 Comunidance
Programa interactiu a mans del DJ Ramsés López, cada dissabte i diumenge de 14h a 18h. Permet als oients escollir el tema que volen que soni a través de les xarxes socials.

### LOS40 DanceClub
Els caps de setmana de 10h a 14h, Arturo Grao posa al corrent de totes les novetats i notícies dins el món de la música Dance als oients.

## Los 40 Urban
El 14 d’abril de 2020 Los40 van anunciar una nova cadena centrada sobretot en la música urbana com el trap, el rap, el hip hop o el reggaeton anomenada Los40 Urban. Es va apostar per una cadena destinada únicament a aquests gèneres ja que són els més populars entre els joves. Amb aquesta nova incorporació Los 40 van aconseguir ser una comunitat radiofònica molt àmplia i diversa. La cadena ocupa el lloc del que abans era la emissora Ke Buena de SER. Amb la incorporació de d’aquesta nova emissora, Los40 Urban també va anunciar la creació de la seva pròpia app disponible tant per Android com per iOS. La seva freqüència a Barcelona es 104.2 FM

## Els 40
La cadena compta amb Els 40, emissora que combina continguts en català i programes en castellà de Los 40. En concret, emet en català, de dilluns a divendres de 10 h a 14 h, i de 16 h a 18 h. També durant el cap de setmana, dissabtes de 15 h a 17 h i diumenge de 12 h a 17 h. En les desconnexions de programació per Catalunya els locutors fan servir el català com a llengua vehicular, incloent-hi música pop en català.
És gestionada per l'empresa Sociedad Española de Radiodifusión, propietat de PRISA. En la primera onada EGM del 2020, va arribar a disposar de 339.000 oients: és així que liderava el panorama radiofònic musical de Catalunya.

## 40 TV
40 TV fou un canal de televisió espanyol que va deixar d'emetre el 17 de febrer de 2017. Aquest canal oferia una programació de fórmula musical, combinant diferents programes propis de la cadena, per exemple un repàs diari (de dimarts a divendres) de la llista musical més important d'Espanya, Del 40 a l'1 amb Tony Aguilar.